# Bruce Melnick
Bruce Edward Melnick (New York, 5 december 1949) is een Amerikaans voormalig ruimtevaarder. Melnick zijn eerste ruimtevlucht was STS-41 met de spaceshuttle Discovery en begon op 6 oktober 1990. Tijdens de missie werd de ruimtesonde Ulysses de ruimte in gebracht.
Melnick maakte deel uit van NASA Astronaut Group 12. Deze groep van 15 astronauten begon hun training in juni 1987 en werden in augustus 1988 astronaut. In totaal heeft Melnick twee ruimtevluchten op zijn naam staan. In 1992 verliet hij NASA en ging hij als astronaut met pensioen. 